# Музей мадам Тюссо
Музе́й мада́м Тюссо́ (фр. Madame Tussauds) — музей восковых фигур в лондонском районе Марилебон, созданный в 1835 году скульптором Марией Тюссо. Имеет филиалы в 23 других городах.

## История
Анна Мария Тюссо (1761—1850), урождённая Гросхольц (Grosholtz), родилась в Страсбурге, её мать работала экономкой у доктора Филипа Кёртиса, занимавшегося восковыми моделями. Он обучил Марию Тюссо искусству по работе с воском.
Первая выставка восковых работ Филипа Кёртиса состоялась в 1770 году и пользовалась большим успехом. В 1776 году выставка состоялась в Пале-Рояль в Париже. Следующая выставка на бульваре дю Тампль в 1782 явилась предшественником Кабинета ужасов.

Бернард Тюссо, внук Марии Тюссо, заканчивает работу над фигурами принцессы Алисы и принца Генри в 1935 году

В 1777 году Мария Тюссо создала свою первую восковую фигуру — Вольтера, за которым последовали Жан-Жак Руссо и Бенджамин Франклин. Во время Французской революции она сделала посмертные маски с представителей королевской семьи. После смерти в 1794 Филипа Кёртиса его коллекция перешла к Марии Тюссо.
В 1802 году Мария Тюссо переехала в Лондон. Из-за начавшейся англо-французской войны, она и её коллекция не смогли вернуться во Францию. Некоторое время Тюссо была вынуждена ездить с восковыми фигурами по территории Великобритании и Ирландии. В 1835 году была учреждена первая постоянная выставка на Бейкер-стрит в Лондоне.

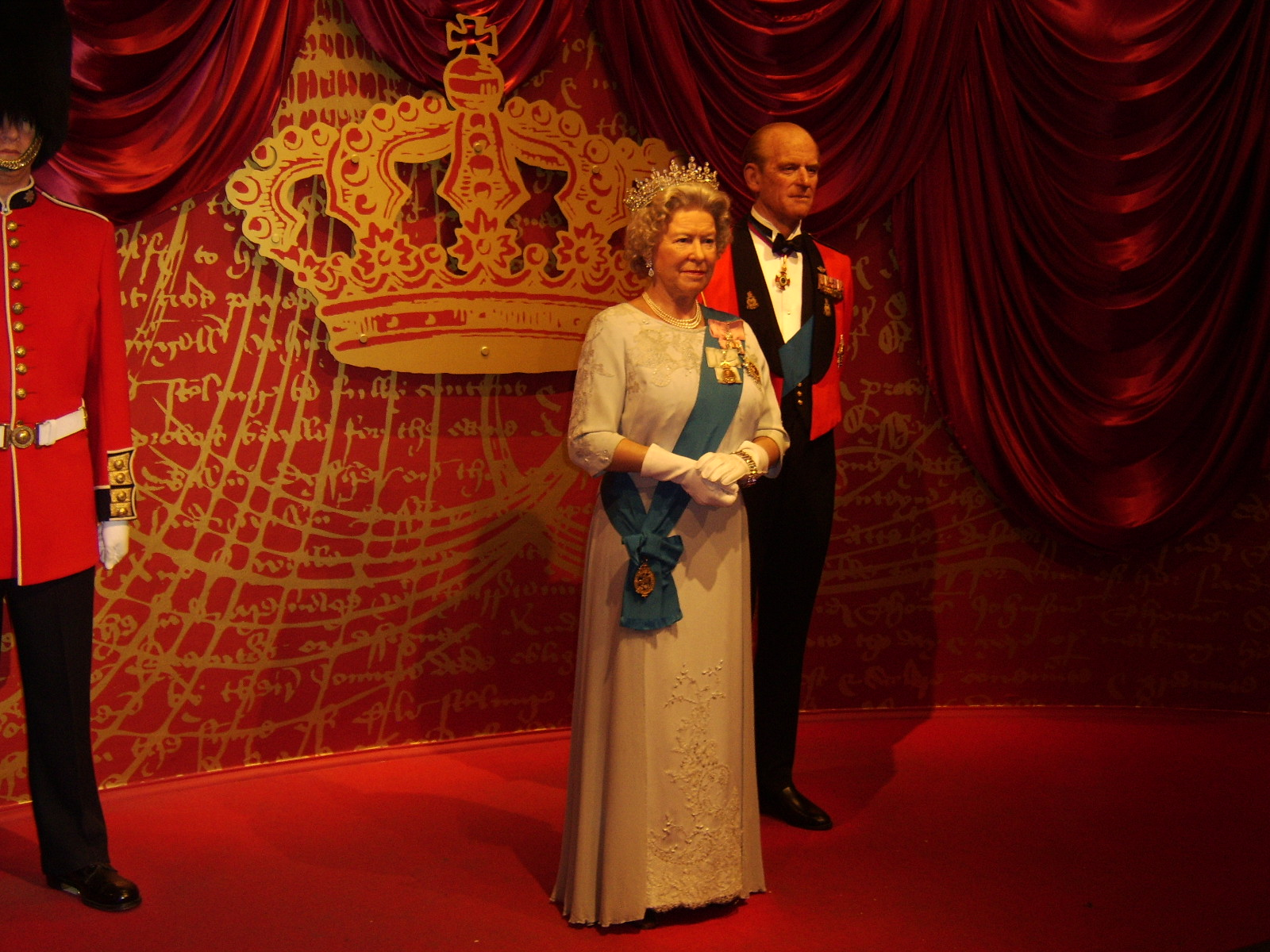
Фигуры королевы Великобритании и Северной Ирландии Елизаветы II и Герцога Эндинбургского Филиппа в музее

Одной из диковинок музея Марии был Кабинет ужасов. Тут можно было увидеть жертв французской революции, убийц и знаменитых преступников.
В 1884 году коллекция перебралась в новое здание на Мэрилебон-роуд. В 1925 году пожар уничтожил многие фигуры. Поскольку формы не пострадали, фигуры удалось реконструировать.

## Музеи и филиалы

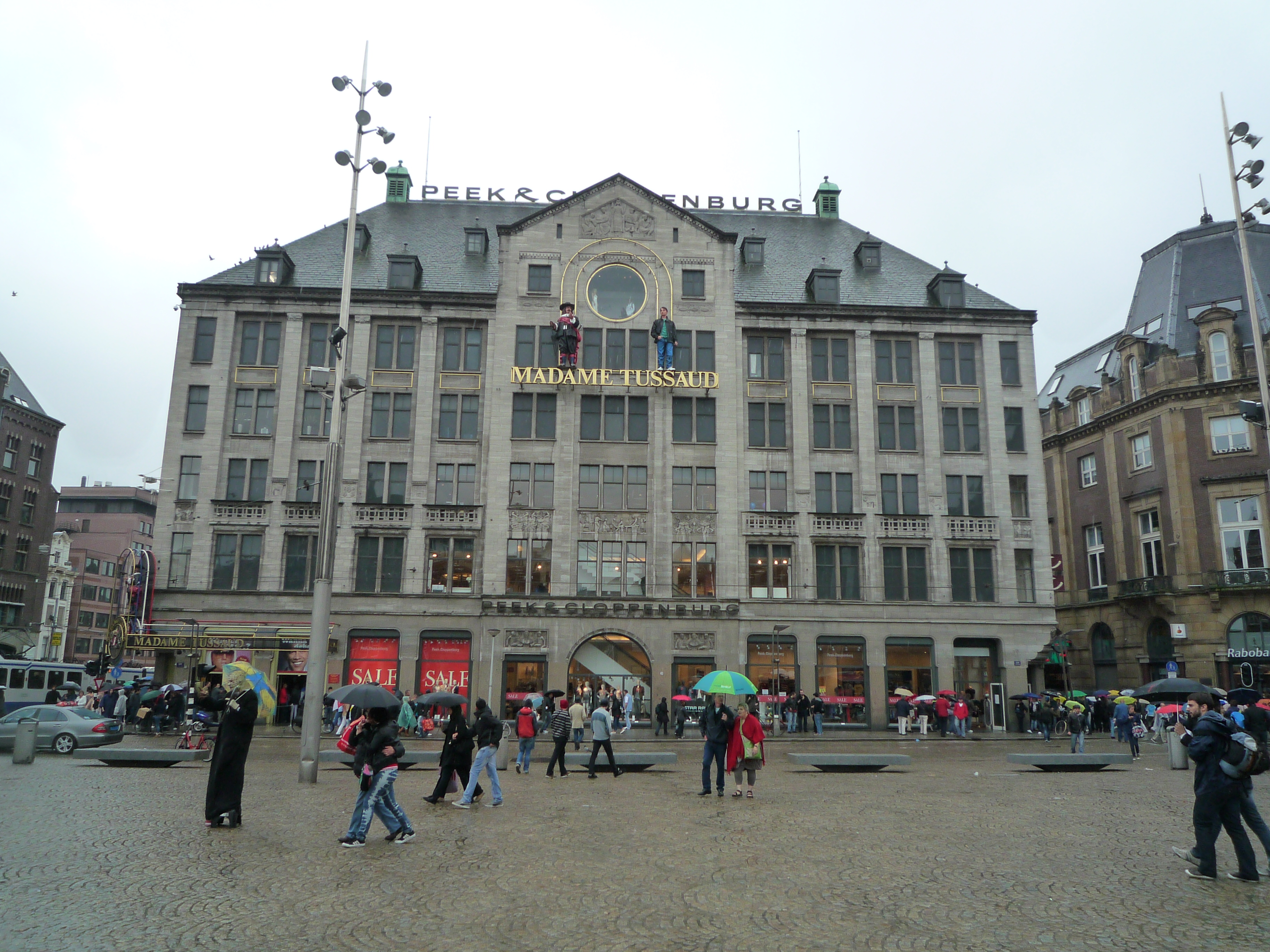
Музей Мадам Тюссо в Амстердаме

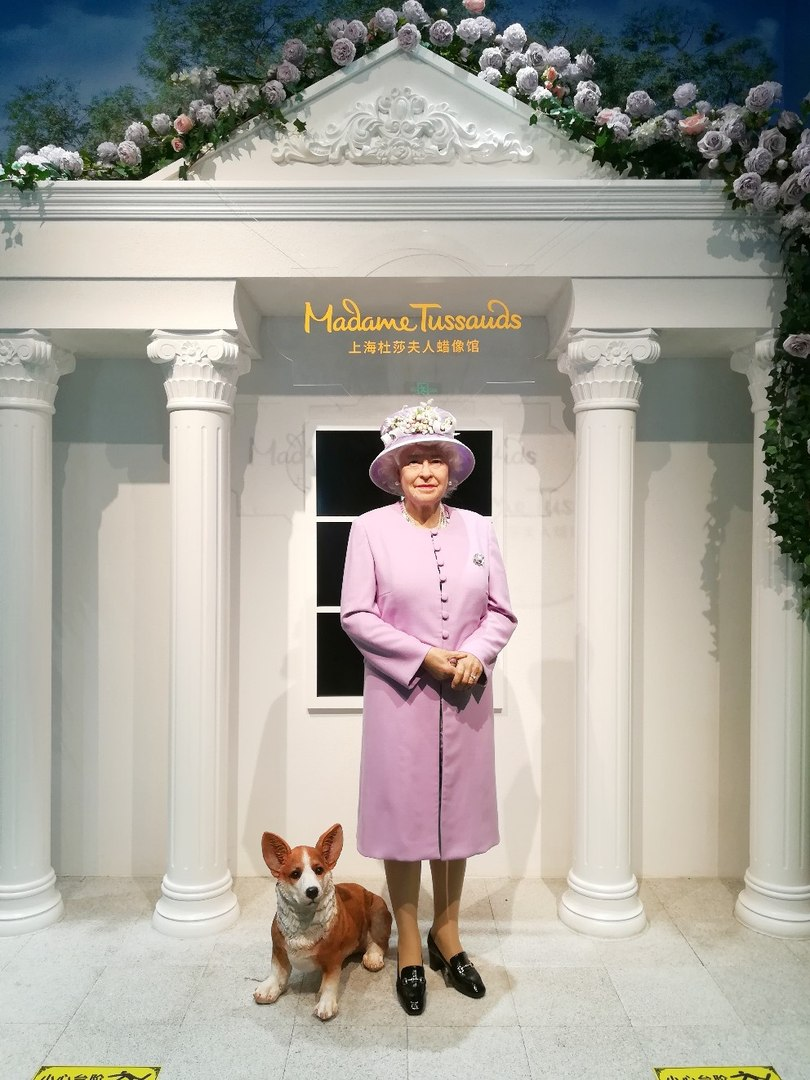
Восковая фигура королевы Великобритании Елизаветы II в Музее мадам Тюссо в Шанхае, Китай

| Америка       | Европа    | Азия     | Австралия |
| ------------- | --------- | -------- | --------- |
| Вашингтон     | Амстердам | Бангкок  | Сидней    |
| Лас-Вегас     | Берлин    | Гонконг  |           |
| Лос-Анджелес  | Блэкпул   | Дубай    |           |
| Нашвилл       | Будапешт  | Нью-Дели |           |
| Нью-Йорк      | Вена      | Пекин    |           |
| Орландо       | Лондон    | Сингапур |           |
| Сан-Франциско | Прага     | Токио    |           |
|               | Стамбул   | Ухань    |           |
|               |           | Чунцин   |           |
|               |           | Шанхай   |           |